# 戈氏湖杜父魚
戈氏湖杜父魚（学名：Limnocottus godlewskii）是輻鰭魚綱鮋形目杜父魚亞目淵杜父魚科的其中一種。

## 分布
本魚分布於俄羅斯貝加爾湖。

## 深度
水深2至830公尺。

## 特徵
本魚體延長，側扁。頭中大，吻尖突。口中大，端位。眼中大，眼上無皮瓣。第二或第四脊椎骨開始有強大的椎體橫突，全部椎體橫突上具有背肋，僅最後3軀椎具腹肋。背鰭兩個，彼此分離；臀鰭與第二背鰭相對且同形；胸鰭大型；腹鰭胸位；尾鰭為內凹，最大體長可達18公分。

## 生態
底棲魚類，主要棲息在淤泥底水域，每年1至2月是其繁殖季節。是貝加爾湖中非常容易見到的魚種。

## 經濟利用
魚體較小型，不具經濟價值。